# 哈勃-雷诺兹定律
哈勃-雷诺兹定律（英語：Hubble-Reynolds law），模拟椭圆星系的表面亮度为
{\displaystyle I(R)={\frac {I_{0}}{(1+R/R_{H})^{2}}}}
- 这里{\displaystyle I(R)}是半径{\displaystyle R}处的表面亮度；{\displaystyle I_{0}}是中心处的亮度；{\displaystyle R_{H}}是表面亮度减少1/4处的半径。

这定律以天文学家埃德温·哈勃和John Henry Reynolds二人的名字命名。